# Lysianopsis subantarctica
Lysianopsis subantarctica är en kräftdjursart. Lysianopsis subantarctica ingår i släktet Lysianopsis och familjen Lysianassidae. Inga underarter finns listade i Catalogue of Life.